# Мунайлински район
Мунайлински район (на казахски: Мұнайлы ауданы) е съставна част на Мангистауска област, Казахстан. Административен център е Къзълтобе. Обща площ 4917 км2 и население 170 247 души (по приблизителна оценка към 1 януари 2020 г.).